# Sekt
Sekt är ett sociologiskt begrepp för att ange en viss typ av social gruppering men som vardagligt går under relativ bred betydelse och kan vara både värdeladdat och omtvistat. Det avser ofta i sekundär betydelse ”religiöst samfund som skiljer sig från andra religiösa samfund med samma religion i fråga om lära, kult eller författning”.

## Etymologi
Ordet sekt har inget entydigt ursprung. Den ena möjligheten är att härleda det ur det latinska ordet sequi som betyder följa någon. Som perfekt particip heter det secta och betyder rättesnöre; princip; parti; filosofisk skola; ideologi; partiprogram.
Den andra möjligheten är att ordet kommer av det latinska ordet ”secare” som betyder skära av. Det senare alternativet är dock mindre troligt, även om det rent språkligt kan ligga nära till hands. (Rüdiger Haut i Theologische reallexicon).
Det latinska ordet secta är i sin tur hämtat från grekiskan. Paulus skriver i Galaterbrevet om splittringar, ”αἱρέσεις” (Bibel 2000). Samma ord i latinska översättningen heter sectae (Vulgata). Det grekiska ordet med sin latinska översättning secta används även i Apostlagärningarna 24:5 om ”Nasaréernas sekt” och i 28:22 ”den här sekten”. Den språkliga formen har behållits men innehållet i ordet sekt är idag en helt annan.

## Definition och definiering
Det som utmärker en sekt har alltsedan början av 1900-talet varit föremål för sociologisk forskning. De två stora pionjärerna inom området är Max Weber och Ernst Troeltsch. Weber gjorde i sin undersökning skillnad mellan två typer av organisationer. Den ena kallade han "kyrktypen" och med det avsåg han en organisation vars medlemmar rekryterades genom tradition eller genom familjeband. Den andra kallade han "sekttypen". En sådan organisations medlemmar måste kvalificera sig för att få tillhöra gruppen, till exempel genom att leva som gruppens medlemmar och/eller samtycka till gruppens lära.
Enligt Weber kännetecknas sekten av att den grundas på gemenskap för de personligt kallade. Detta sker enligt Weber genom en individuell uppenbarelse av att anden verkar i individen, och erbjuder alla som är asketiska, andligt rena, hängivna den "rätta" läran och riten, och är trofasta mot gruppen. Andra kriterier som Weber lyfte fram var att sekter är icke-traditionalistiska, radikala, världsfrånvända, samt kräver total underkastelse och ett tvångsmässigt kontrollerat religiöst utövande. 
För somliga grupper gick avståndstagandet så långt enligt Weber att de vägrade arbeta för staten. I sitt stora arbete ”Die Soziallehren der christlichen Kirchen und Gruppen” (1912) beskrev Troeltsch dessa organisationers förhållanden till samhället och fann att de förhöll sig på olika sätt. En organisation av kyrktypen hade ett okomplicerat förhållande till samhället medan sekttypen antingen tog avstånd från samhället eller uttryckte protest mot samhället.
I svenska språket, liksom i det tyska språket, har ordet sekt kommit att få en negativ klang, vilket gjort att en del forskare, som skriver på dessa språk, undviker ordet och betecknar fenomenet med andra termer. I engelskan kan man fortfarande använda ordet
Det som avses med ”sekt” kan definieras på olika sätt. En religionssociologisk minimidefinition av sekt i sju punkter har gjorts av Roy Wallis:
1. Frivillig organisation där medlemskapet förtjänas.
2. Medlemskapet är exklusivt och kan fråntas de medlemmar som inte följer gruppnormerna.
3. Medlemmarna ser sig som en elit som är i besittning av särskild kunskap i jämförelse med andra individer som inte är en del av sekten.
4. Sekten är vanligen i konflikt med sin omgivning.
5. Inom sig är sekten vanligen egalitär, det vill säga alla troende inom sekten är ett prästerskap.
6. Sekten är etisk och asketisk, det vill säga att sekten har vissa levnadsregler och offrar tid och pengar på sin grupp för att förbättra sig själva.
7. Slutligen är sekten totalitär, det vill säga den kräver totalt engagemang och försöker styra individens liv utifrån sektens olika kriterier och gruppnormer.

För att undvika en diskriminerande stämpel talar man ibland i stället om att en organisation har sekteristiska drag och med det menas att organisationen har drag som påminner om till exempel Wallis beskrivning.
Denna typ av organisationer har funnits långt före kristendomen. Ett känt exempel är Qumrangemenskapen. Allteftersom västvärlden blivit sekulariserad har det även uppkommit politiska och kulturella sekter, med samma struktur som de religiösa men med en politisk respektive kulturell lära. Flera exklusiva icke-religiösa grupper, organisationer och föreningar kan uppvisa sekteriska drag.
Ibland utvecklas en sekt till att erkänna andra organisationers värde och man ser sig som en denomination (man erkänner att andra kan ha del av sanningen samtidigt som man hävdar sin särart) och kan börja inleda samtal med andra grupper med liknande mål.
Man har försökt att gruppera de sekteristiska organisationerna efter gemensamma drag. J Gordon Melton och Robert Moore samför dem i åtta familjer: Den metafysiska familjen, den psykisk-spiritualistiska familjen, den gamla vishetens familj, den magiska familjen, Mormonerna, den österländska familjen, den främre-orientaliska familjen och kommunitetsfamiljen. Meltons gruppering är utifrån  det amerikanska samhället. En anpassning till svenska förhållanden finns i boken Nya religioner. En annan klassificering är Bryan Wilsons. Han delar in sekterna i: omvändelsesekter, den introverta sekten, den manipulativa sekten, den thaumaturgiska sekten, den reformistiska sekten och den utopiska sekten. Ofta är gränserna flytande, vilket gör att antingen blir klassificeringen för vid eller för snäv. En mindre detaljerad gruppindelning har gjorts av Roy Wallis utifrån sektens attityd gentemot samhället. Han delar in sekterna i: världsbejakande, världsförnekande och världsanpassade. Ständigt dyker det också upp nya rörelser av denna typ. Många beskrivningar görs av dem som lämnat en sekteristisk organisation och är därför starkt färgade av detta.
Sekten skiljer sig från annan alternativ andlighet som är mer inriktad på individen och individuell praxis, ofta kallad kult.

## Samhälle
Rekrytering till organisationer av denna typ sker ofta bland utsatta människor i samhället till exempel i storstadsförorter där det kan tänkas finnas människor med ett särskilt behov av den uppmärksamhet och den värme som kan karaktärisera gemenskapen inom gruppen.
På grund av de särskilda svårigheter som det innebär för en medlem att lämna en organisation med sekteristiska drag där man varit innesluten i en tät gemenskap finns organisationer, som när någon vill lämna en sekt, erbjuder hjälp till att hitta ett nytt socialt nätverk. Exempel på sådana är Föreningen Rädda Individen (FRI), Föreningen Rådgivning om sekter (ROS) och Hjälpkällan.
Det svenska samhällets reaktion på förekomsten av sekter är att religionsfrihet skall råda. Samhället erbjuder även ekonomiskt stöd åt trossamfund som uppfyller kraven för att vara trossamfund. För detta fordras bland annat att organisationen accepterar samhällets grundläggande värderingar. Skolan förmedlar också samhällets grundläggande värderingar och när det gäller friskolor utövas tillsyn.
Från de traditionella kyrkorna i samhället förekommer en viss apologetik som går ut på att hjälpa människor att känna igen sekteristiska drag. Ett exempel är Karl-Erik Nylunds bok: Att leka med elden.
Förekomsten av sekter i ett samhälle framkallar ofta ett behov av att förstå företeelsen ur psykologiskt perspektiv. Det har därför uppstått en bokgenre som behandlar dessa frågor. Två exempel på böcker i genren är Cyril Malka: Sekter … Hvorfor? Hvordan? Hvad så? och Göran Bergstrand: Inte bara Knutby,.